# 厄尔河
厄尔河（法語：Eure，法語發音：[œʁ] ⓘ）是法国的一条河流，它流过奥恩省、厄尔-卢瓦省和厄尔省，最后从左侧注入塞纳河。

## 地理
厄尔河发源于奥恩省，在马托注入塞纳河。它流过的重要城市有沙特尔、曼特农、厄尔河畔帕西和卢维耶。
厄尔河全长225千米，阿夫尔河和伊通河是两条比较大的支流。

## 水文
从1968年至2007年的40年间在厄尔河与塞纳河汇聚处前不远的卢维埃对其水文进行了40年的研究。在这个地方厄尔河的流域为5935平方公里。
年平均流量为每秒26.2立方米。
厄尔河的流量季节性变化很大，12月至4月冬春的高峰期水量可达每秒29至34.6立方米。而6月至10月的低水期流量只有每秒19立方米。
除此之外每隔约五年会出现一次较严重的干旱，厄尔河的流量会降低到每秒11立方米。至今为止纪录到的最低的流量是从1991年8月31日至9月2日连续三天每秒10.4立方米。
历史纪录的最高流量是在2001年3月29日每秒139立方米。